# Comisión Federal de Competencia Económica
La Comisión Federal de Competencia Económica (Cofece) fue un órgano constitucional autónomo que cargaba en vigilar, promover y garantizar la libre competencia y concurrencia en el mercado mexicano, siendo la autoridad de competencia a nivel nacional.
Para ello, sus funciones incluían evitar, y en su caso sancionar, la existencia de monopolios en todo los sectores productivos (exceptuando aquellos que la constitución no considera como tales, y el sector de las telecomunicaciones —responsabilidad del IFT—); establecer los mecanismos y lineamientos para el ejercicio de la libre competencia en toda la cadena productiva; asesorar a la Secretaría de Economía en el diseño sus políticas públicas, especialmente aquellas vinculadas a la regulación de precios y normativas industriales; y participar mediante consulta con la secretaría de Economía o el presidente de la República, de la toma de decisiones en cuanto a medidas proteccionistas del mercado nacional.
El primer organismo con este nombre fue creado en 1992, sin embargo, tras las reformas constitucionales en materia de telecomunicaciones de junio de 2013 promovidas por el presidente Enrique Peña Nieto, dicho organismo obtuvo autonomía y fue elevado a nivel constitucional, por lo que legalmente fue refundado en tal fecha.

## Historia
La prohibición de los monopolios en México fue establecida desde la constitución de 1917, en su artículo 28. La primera ley que reguló sobre ello se tituló Ley Reglamentaria del Artículo 28 Constitucional viniendo después otras sobre ese tema. Pero la creación de un organismo regulador de la competencia se generó hasta diciembre de 1992 cuando se expidió una nueva legislación, que fue la Ley Federal de Competencia Económica publicada en el Diario Oficial de la Federación el 24 de diciembre de 1992. En esta ley se creó un organismo rector de la competencia denominado Comisión Federal de Competencia Económica (CFC), el cual entró en funciones el 22 de junio de 1993. El 28 de agosto de 1998 se publicó en el Diario Oficial de la Federación el Reglamento Interior de la Comisión.
En junio de 2003, la CFC fue la anfitriona de la 2ª Conferencia Anual de la International Competition Network (ICN), organismo internacional de los asuntos del antitrust, como los antimonopolios y anticarteles. Dicho encuentro fue celebrado en la ciudad de Mérida, Yucatán.
| Presidente              | Periodo     |
| ----------------------- | ----------- |
| Santiago Levy Algazi    | 1993 - 1994 |
| Fernando Sánchez Ugarte | 1994 - 2004 |
| Eduardo Pérez Motta     | 2004 - 2013 |

La CFC tuvo algunos cambios con las reformas de la ley de competencia y su reglamento que se generaron en junio de 2006 y octubre de 2007, provenientes de unas acciones de inconstitucionalidad. La CFC era un órgano administrativo desconcentrado de la Secretaría de Comercio y Fomento Industrial, que luego sería la Secretaría de Economía.
Las reformas constitucionales de junio de 2013 en materia de telecomunicaciones y competencia, modificaron el artículo 28 de la Constitución para incluir a la Comisión Federal de Competencia Económica y hacerlo un organismo constitucional autónomo. El artículo de la Constitución dice que la Comisión es "un órgano autónomo, con personalidad jurídica y patrimonio propio, que tendrá por objeto garantizar la libre competencia y concurrencia, así como prevenir, investigar y combatir los monopolios, las prácticas monopólicas, las concentraciones y demás restricciones al funcionamiento eficiente de los mercados, en los términos que establecen esta Constitución y las leyes".

## Integración
El pleno de la Comisión Federal de Competencia Económica se integra por seis comisionados y un comisionado presidente. Los comisionados deberán haberse destacado en actividades profesionales relacionados con la competencia económica. El proceso de nombramiento inicia con la emisión de una convocatoria pública para cubrir la vacante de comisionado por parte de un Comité de Evaluación, el cual estará integrado por los titulares del Banco de México y del Instituto Nacional de Estadística y Geografía. Este comité verificará el cumplimiento de los requisitos establecidos en la Constitución y posteriormente aplicará un examen de conocimientos. Una vez realizado el proceso anterior, el Comité de Evaluación enviará al Presidente de México la lista de aspirantes con calificaciones más altas, de entre los cuales, el Ejecutivo elegirá al candidato que enviará al Senado de la República para su ratificación mediante el voto aprobatorio de, al menos, las dos terceras partes de los miembros Senado presentes en la sesión. Los comisionados durarán en su encargo nueve años. 
A continuación se presentan los integrantes del pleno de la Cofece, desde su creación en 2013. 
| Comisionado | Comisionado                          | Inicio                   | Final                    | Propuesto por *             |
| --- | ------------------------------------ | ------------------------ | ------------------------ | --------------------------- |
| Comisionado | Francisco Javier Nuñez Melgoza       | 10 de septiembre de 2013 | 29 de febrero de 2016    | Enrique Peña Nieto          |
| Comisionado | Alejandro Ildefonso Castañeda Sabido | 10 de septiembre de 2013 | 28 de febrero de 2017    | Enrique Peña Nieto          |
| Comisionado | Benjamín Contreras Astiazarán        | 10 de septiembre de 2013 | 28 de febrero de 2018    | Enrique Peña Nieto          |
| Comisionado | Martín Moguel Gloria                 | 10 de septiembre de 2013 | 28 de febrero de 2019    | Enrique Peña Nieto          |
| Comisionado | Jesús Ignacio Navarro Zermeño        | 10 de septiembre de 2013 | 29 de febrero de 2020    | Enrique Peña Nieto          |
| Comisionada Presidenta (2013 - 2021) | Alejandra Palacios Prieto            | 10 de septiembre de 2013 | 10 de septiembre de 2021 | Enrique Peña Nieto          |
| Comisionado | Eduardo Martínez Chombo              | 7 de noviembre de 2013   | 28 de febrero de 2021    | Enrique Peña Nieto          |
| Comisionada Presidenta en suplencia por vacancia (2021 - 2023 )                                                                                               | Brenda Gisela Hernández Ramírez      | 25 de octubre de 2016    | En el cargo              | Enrique Peña Nieto          |
| Comisionado | Alejandro Faya Rodríguez             | 20 de abril de 2017      | En el cargo              | Enrique Peña Nieto          |
| Comisionado | José Eduardo Mendoza Contreras       | 24 de abril de 2018      | En el cargo              | Enrique Peña Nieto          |
| Comisionado | Gustavo Rodrigo Pérez Valdespín      | 1 de marzo de 2019       | 4 de febrero de 2021     | Andrés Manuel López Obrador |
| Comisionada | Ana María Reséndiz Mora              | 29 de septiembre de 2020 | En el cargo              | Andrés Manuel López Obrador |
| Comisionada Presidenta (2023 - 2027) | Andrea Marván Saltiel                | 12 de diciembre de 2022  | En el cargo              | Andrés Manuel López Obrador |
| Comisionado | Rodrigo Alcázar Silva                | 2 de febrero de 2023     | En el cargo              | Andrés Manuel López Obrador |
| Comisionado | Giovanni Tapia Lezama                | 2 de febrero de 2023     | En el cargo              | Andrés Manuel López Obrador |
| *Se refiere a la propuesta del Ejecutivo realizada por primera ocasión al cargo de comisionado, luego del proceso de evaluación y la ratificación del Senado. |                                      |                          |                          |                             |

## Funciones
Las facultades de la Comisión se encuentran delimitadas en la propia Constitución Federal, así como en la nueva Ley Federal de Competencia Económica, publicada en el Diario Oficial de la Federación el 23 de mayo de 2014, y que entraron en vigor el día 7 de julio del mismo año.
Del mismo modo, el 10 de noviembre de 2014, y después del proceso de consulta pública al que hace alusión el artículo 28 Constitucional, se publicaron en el Diario Oficial de la Federación, las disposiciones regulatorias que, en su carácter de organismo constitucional autónomo, le corresponde emitir para proveer a la exacta observancia de la Ley Federal de Competencia Económica.
Entre otras, la Comisión tiene las siguientes facultades:
- Ordenar medidas para eliminar las barreras a la competencia y la libre concurrencia.
- Regular el acceso a insumos esenciales.
- Ordenar la desincorporación de activos, derechos, partes sociales o acciones de los agentes económicos, en las proporciones necesarias para eliminar efectos anticompetitivos.
- Autorizar u objetar las notificaciones de concentraciones que le presenten los agentes económicos, de manera previa a su realización.
- Ordenar la práctica de visitas de verificación para comprobar la existencia de prácticas monopólicas.
- Sancionar las prácticas monopólicas con multas de hasta un millón quinientas mil veces el salario mínimo, o con un porcentaje de los ingresos del agente económico sancionado.